# 外東信号場
外東信号場（ウェドンしんごうじょう）は、大韓民国慶尚北道慶州市にある韓国鉄道公社（KORAIL）の信号場である。

## 路線
- 韓国鉄道公社
  - 東海線

## 歴史
- 2021年12月28日 - 開業[1]。

## 隣の駅
韓国鉄道公社
東海線
北蔚山駅 - 外東信号場 - 慶州駅